# Josep Miquel Martínez Giménez
Josep Miquel Martínez Giménez (Quart de les Valls, 1972) is een Spaans componist, muziekpedagoog, dirigent en hoornist.

## Levensloop
Martínez Giménez kreeg zijn eerste muziekles in de muziekschool van de Banda Societat Joventut Musical de Quart de les Valls. Later studeerde hij aan het Conservatorio Superior de Música "Joaquín Rodrigo" in Valencia en behaalde zijn diploma als uitvoerend hoornist. Vervolgens studeerde hij muziektheorie en hoorn aan het Royal College of Music in Londen. Hij studeerde verder privé compositie en HaFa-directie bij Jan Cober, José Rafael Pascual Vilaplana, Miquel Rodrigo i Tamarit, Miguel Ángel Mateu en Ferrer Ferrán.
Als dirigent was hij van 2000 tot 2004 verbonden aan de Banda Sinfónica "Unión Musical" d'Aldaia en van 2004 tot 2007 aan de Banda de Socíetat Musical "Lira Saguntina" Sagunto. Als gastdirigent werkte hij eveneens bij de Banda de Sociedad Musical "Nuestra Señora del Loreto" de Bejís en bij de Banda de Música "Unión Musical" de Muro de Alcoy. Tegenwoordig is hij sinds 1998 dirigent van de Banda de Música "Unión Musical Cultural" d'Estivella en sinds 2000 ook van de Banda de Música Unión Musical La Lira Borriolenca de Borriol. Met de door hem gedirigeerde banda's won hij al vele prijzen tijdens internationale wedstrijden zoals het Wereld Muziek Concours in Kerkrade (in 2001 met Banda de Música "Unión Musical Cultural" de Estivella, in 2005 met de Banda de Socíetat Musical "Lira Saguntina" Sagunto), het Certámen Internacional de Bandas de Música Ciudad de Valencia (in 2002 met de Banda Sinfónica "Unión Musical" d’Aldaia) en het Concorso Bandistico Internazionale "Vallée d'Aoste" Saint-Vincent (in 2005 met Banda de Música Unión Musical La Lira Borriolenca de Borriol).
Verder is hij sinds 2002 assistent-dirigent van het Asociación Cultural Orquestra de vents Allegro de Valencia en vanaf 1997 van het Orquestra del Conservatori Professional de Segorbe. Aan dit conservatorium is hij eveneens docent voor hoorn, harmonie, analyse en compositie. Hij was uitgenodigd voor cursussen aan de Academia Musicale "Euterpe" de Syracuse, van de muziekschool van de Banda Musicale "Pietro Mascagni" de Milazzo alsook van de Banda Comunale "Giuseppe Verdi" de Sinnai.
Als componist schrijft hij werken voor banda (harmonieorkest) en kamermuziek. Met zijn composities won hij verschillende nationale prijzen, zoals de Concurs de Composició de Torrevieja. Hij is lid van de Compositores Sinfónicos de la Comunidad Valenciana (COSICOVA).

## Composities

### Werken voor banda (harmonieorkest)
- 1988 Cançò
- 1998 Per Tuba Amic, paso doble
- 1998 Perla Festera, paso doble
- 2000 El princep Kiry, voor spreker en harmonieorkest - tekst: Noelia Pérez
- 2000 Homenatge a Quart
- 2000 Quarts de lluna
- 2001 A la mar hi ha un t'estime, voor dwarsfluit en harmonieorkest
- 2001 Pas en silenci, treurmars
- 2001 Recordant un somriure
- 2001 Secret Horn, voor hoorn en harmonieorkest
- 2002 Antonio Fauli, paso doble
- 2002 Entre olivos y naranjos, paso doble
- 2002 La llegenda de Kagsagsuk, symfonisch gedicht
- 2003 Entorn al Mil·liari, symfonisch suite
- 2003 Tio Jeroni, paso doble
- 2003 Vera Creu, processiemars
- 2004 Himne C.F. Borriol, hymne
- 2004 Vents del Garbí (Vientos del Ábrego) (won de 1e prijs tijdens het III Concurs de Composició "Ciudad de Torrevieja" in 2006).[1][2]
- 2005 Bismarck "El Acorazado"
- 2005 Paco Soriano, paso doble
- 2005 Vicente Manuel
- 2009 Angeles Alós, paso doble[3]
- 2011 Alalimón, paso doble[4]
- Albors
- Cuca Manyo
- Lira d’Iris[5]
- Suite de Ballet[6][7]

### Vocale muziek

#### Liederen
- 2006 Com les maduixes, voor sopraan en piano - tekst: Josep Carner

### Kamermuziek
- 1997 Entrada, suite voor koperkwintet
- 1997 Una d'aventures, beschrijvend gedicht voor koperkwintet
- 1998 El Rag de la Risa, rag voor koperkwintet
- 1998 Burla als oïts maniatics, voor koperkwintet
- 1999 Tres folk-dances, voor koperkwintet
- 2001 Quartet, voor hobo, hoorn, tuba en piano
- 2005 Quartz Horn's, voor hoorn en piano
- 2006 El moment sTrambotic, voor blaaskwintet
- 2006 Himne de la falla del Mocaor, voor dolçaines en tabal
- 2006 Tema i variacions, voor strijkkwartet

### Werken voor piano
- 2004 Suite per a piano
- 2004 Nocturne
- 2005 Carta a Sant Dionis

### Werken voor harp
- 2006 L'arpa oblida

### Werken voor slagwerk
- 2004 Duo per a percussió